# Russula emetica
Russula emetica, o rúsula emética, es un hongo basidiomiceto, de la familia Russulaceae. Crece en bosques de pinos, y su seta, o cuerpo fructífero, aflora desde mediados de verano hasta mediados de otoño. Su basónimo es Agaricus emeticus Schaeff. 1774, y el epíteto específico, emetica, significa "vomitiva".

## Descripción
Su seta tiene un sombrero de entre 5 y 10 centímetros con forma globosa en las primeras etapas iniciales de su vida, que se abre y pasa a ser convexo y posteriormente aplanado. Su cutícula es lisa, brillante y viscosa, de un color que varía entre el rojo sangre y escarlata, a veces con tonos ocráceos. Las láminas son adheridas o libres, espaciadas y finas, con láminas parciales. Son de color blanco que pasa a ser cremoso cuando envejece. El pie es cilíndrico, y mide entre 4 y 9 centímetros de longitud. Es de color blanco, está lleno en la etapa juvenil y se vuelve cavernoso y quebradizo en ejemplares maduros. La carne es blanda, de color blanco con tonos rojos en el sombrerillo, de olor afrutado y sabor picante. Su consumo por seres humanos se ha reportado con consecuencias fatales en algunas ocasiones.